# USS LST-486
O USS LST-486 foi um navio de guerra norte-americano da classe LST que operou durante a Segunda Guerra Mundial.